# Sycamore Shoals
Les Sycamore Shoals sont une succession de rapides de la rivière Watauga à Elizabethton dans le Tennessee.